# Иван Костолов
Иван Костолов е български художник.

## Биография
Роден е през 1972 г. Завършва Националната художествена академия, специалност Живопис. По-късно учи в Художествената академия в гр. Франкфурт на Майн, където завършва курс по живопис при Херман Нич и Криста Нер.

## Изложби
- 2012 галерия Арте, София
- 2010 галерия Буларт, Варна
- 2006 галерия У7, Франкфурт